# Mamude I
Mamude I (em turco otomano: محمود اول; em turco: I. Mahmud; 2 de agosto de 1696 - 13 de dezembro de 1754). Nascido no Palácio Edirne foi o sultão do Império Otomano de 1730 a 1754. Era filho de Mustafá II (r. 1695–1703) e irmão mais velho de Osmã III (r. 1754–1757). Sucedeu a seu tio Amade III, que foi forçado a renunciar após uma insurreição dos janízaros liderados pelo albanês Patrona Halil.